# هینز چرچ اند
هینز چرچ اند (به انگلیسی: Haynes Church End) یک روستا در بریتانیا است که در بدفوردشر مرکزی واقع شده‌است.